# La Femme en vert (film)
Pour les articles homonymes, voir La Femme en vert.
Ne doit pas être confondu avec Femmes pour l'avenir d'Israël, une organisation également appelée Femmes en vert.
Série des films avec Basil Rathbone dans le rôle de Sherlock Holmes
 La Maison de la peur
(1945) Mission à Alger
(1945)
Pour plus de détails, voir Fiche technique et Distribution.

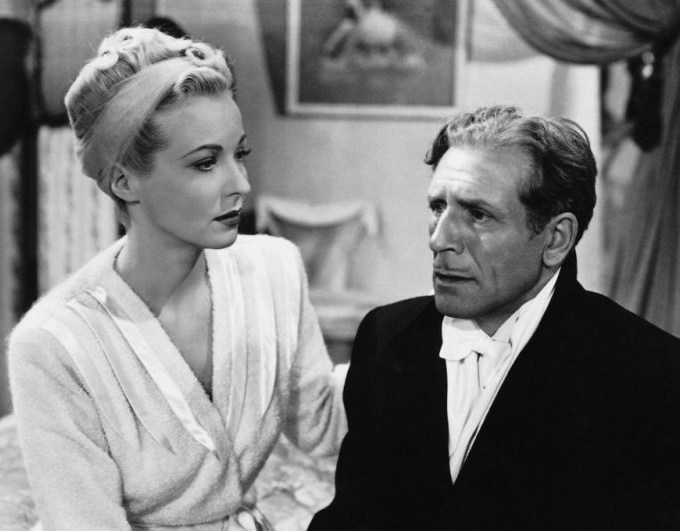
Hillary Brooke et Paul Cavanagh

La Femme en vert (titre original : The Woman in Green) est un film américain sorti en 1945, réalisé par Roy William Neill.
Il s’agit du onzième film avec Basil Rathbone et Nigel Bruce dans les rôles respectifs de Sherlock Holmes et du docteur Watson.
Il tire son inspiration de deux des cinquante-six nouvelles d'Arthur Conan Doyle : Le Dernier Problème (1893) et La Maison vide (1903).

## Synopsis
Dans les années 1940, les meilleurs enquêteurs de Scotland Yard se rencontrent pour discuter du meurtre d'une jeune femme, le quatrième d'une série connue sous le nom de « meurtres au doigt coupé », car chaque victime est retrouvée avec l'index de la main droite sectionné. L'inspecteur Gregson, responsable de l'enquête, informe ses hommes qu'il a l'intention de demander l'aide du célèbre détective Sherlock Holmes. 
Holmes et Watson rencontrent Gregson à la morgue pour examiner la dernière victime, puis vont au Pembroke House Club pour discuter du cas. Holmes y remarque Sir George Fenwick en compagnie d'une jolie femme, Lydia Marlowe. Peu de temps après, Fenwick et Lydia s'en vont chez la jeune femme, il se réveille le lendemain, groggy, dans une étrange pension de famille, et il entend des vendeurs de journaux dans la rue annoncer qu'un autre « meurtre au doigt coupé » a été commis. Fenwick découvre, horrifié, un doigt coupé dans sa propre poche. Quand il revient chez Lydia pour savoir ce qui s'est passé la nuit précédente, il est accueilli par un inconnu. Ce dernier informe Fenwick qu'il a récupéré un étui à cigarettes portant les initiales de Fenwick sur le lieu du crime, suggérant que Fenwick est impliqué dans le dernier meurtre.
Le jour suivant, Holmes et Watson reçoivent la visite de Maude Fenwick, qui leur confie que son père a un comportement étrange et qu'elle a découvert qu'il avait enterré un doigt humain dans leur jardin. Lorsque Holmes et Watson accompagnent Maude à son domicile pour interroger son père, ils trouvent Fenwick mort, serrant dans sa main une boîte d'allumettes du Pembroke House Club. Plus tard, Holmes conclut que Fenwick a été victime d'un chantage, car il avait retiré la veille une grosse somme de sa banque.
De retour à son appartement, Holmes devine que, si tous les meurtres semblent avoir été commis par des tueurs différents, ils portent tous la marque du professeur Moriarty, bien qu'il soit supposé être mort à Montevideo. Peu après le départ de Watson, Moriarty se glisse dans l'appartement et met en garde Holmes de ne pas poursuivre de son enquête. Après le départ de  Moriarty et le retour de Watson, Holmes remarque que la fenêtre de l'appartement vide d'en face est ouverte et envoie Watson pour enquêter. Le médecin y arrive juste à temps pour voir quelqu'un tirer sur Holmes à travers la fenêtre. En fait, Holmes avait suivi Watson après avoir mis en place un buste pour faire croire à sa présence. En questionnant le tireur, le caporal Williams, Holmes et Watson notent qu'il semble hypnotisé et l'emmènent à Scotland Yard.
Holmes informe Gregson que tous les meurtres sont accomplis sous hypnose et que Williams est la clé pour identifier la mystérieuse femme impliquée dans cette affaire, mais celui-ci est mystérieusement assassiné en sortant du poste de police. Plus tard, Holmes et Watson assistent à une réunion du Club Mesmer, où officie le meilleur expert en hypnose du pays. Lydia, à qui Moriarty a demandé d'attirer Holmes à son appartement, se présente au club ; Holmes l'invite au Pembroke House. Plus tard, à son appartement, Lydia drogue et hypnotise Holmes, et Moriarty teste l'efficacité de l'hypnose en faisant passer une lame de couteau le long du cou de Holmes. Croyant le détective sous son contrôle, Moriarty lui ordonne d'écrire une lettre de suicide, et d'aller sur le rebord de la terrasse pour se jeter dans le vide. 
Watson et Gregson font irruption et Holmes révèle qu'il faisait semblant d'être hypnotisé. Comme Lydia et Moriarty sont menottés et sur le point d'être emmenés, Moriarty se détache et tente de sauter sur la terrasse voisine, mais à la place tombe dans le vide.

## Fiche technique
- Titre original : The Woman in Green
- Titre français : La Femme en vert
- Réalisation : Roy William Neill
- Scénario : Bertram Millhauser, basé sur les personnages créés par Arthur Conan Doyle
- Production : Roy William Neill
- Musique : Paul Dessau (non crédité)
- Photographie : Virgil Miller
- Montage : Edward Curtiss
- Direction artistique : John B. Goodman et Martin Obzina
- Décors : Russell A. Gausman et Ted von Hemert
- Son : Bernard B. Brown et Ronald Pierce (non crédité)
- Effets visuels : John P. Fulton
- Société de production : Universal Pictures
- Société de distribution : Universal Pictures
- Pays de production :  États-Unis
- Langue : anglais
- Format : noir et blanc
- Genre : mystère
- Durée : 68 minutes
- Date de sortie :
  - États-Unis : 15 juin 1945

## Distribution
- Basil Rathbone : Sherlock Holmes
- Nigel Bruce : le docteur Watson
- Matthew Boulton : l'inspecteur Gregson
- Hillary Brooke : Lydia Marlowe
- Henry Daniell : le professeur Moriarty
- Paul Cavanagh : Sir Fenwick
- Eve Amber : Maude Fenwick
- Frederick Worlock : le docteur Onslow
- Coulter Irwin : le caporal Williams (crédité comme Tom Bryson)
- Mary Gordon : Mrs Hudson
- Olaf Hytten : Norris, le majordome de Fenwick (non crédité)
- Kermit Maynard : un inspecteur (non crédité)